# Borodaevita
La borodaevita és un mineral de la classe dels minerals sulfurs. Rep el nom en honor del mineralogista rus, Yurii Sergeevich Borodaev.

## Característiques
La borodaevita és una sulfosal de fórmula química Ag₅(Bi,Pb,Fe)₈(Sb,Bi)₂S17. Va ser aprovada com a espècie vàlida per l'Associació Mineralògica Internacional l'any 1991. Tot i això el seu estatus és qüestionable, i pot ser considerada com un homòleg de la pavonita. La seva duresa a l'escala de Mohs és 3,5.

## Formació i jaciments
Va ser descoberta al dipòsit d'estany i tungstè d'Alyaskitovoye, a Ust'-Nera, a la conca del riu Indigirka (Sakhà, Rússia). Posteriorment també ha estat descrita al comtat de Liptovský Mikuláš (Regió de Žilina, Eslovàquia). Aquests dos indrets són els únics de tot el planeta on ha estat descrita aquesta espècie mineral.